# Condado de Środa (Grande Polônia)
Condado de Środa Wielkopolska (polonês: powiat średzki) é um powiat (condado) da Polônia, na voivodia da Grande Polônia. A sede do condado é a cidade de Środa Wielkopolska. Estende-se por uma área de 623,18 km², com 54 630 habitantes, segundo o censo de 2005, com uma densidade de 87,66 hab/km².

## Demografia
População (dados de 30 de Junho de 2005):
|          | Total   | Total | Mulheres | Mulheres | Homens  | Homens |
| -------- | ------- | ----- | -------- | -------- | ------- | ------ |
|          | pessoas | %     | pessoas  | %        | pessoas | %      |
| Total    | 54 630  | 100   | 27 802   | 50,9     | 26 828  | 49,1   |
| Cidades  | 21 675  | 100   | 11 205   | 51,7     | 10 470  | 48,3   |
| Povoados | 32 955  | 100   | 16 597   | 50,4     | 16 358  | 49,6   |